# Paul Hongne
Paul Hongne est un bassoniste français né le 7 novembre 1919 à Tourcoing et mort le 26 octobre 1982 à Paris.

## Biographie
Interné dans les camps de Pologne pendant la Seconde Guerre mondiale, il connut une carrière fulgurante dès les années 1950. Il est, dès 1946, membre du Quintette à vent français qui vient d'être fondé, puis cofondateur de l'Ensemble baroque de Paris en 1951.
Il se produisit en concert sur les cinq continents, et son jeu comme ses interprétations laissèrent une profonde influence sur le monde du basson.

## Discographie
Il participa à plus de 200 enregistrements, la plupart pour la firme française Erato, enregistrant les principaux concertos de l'époque baroque (avec Jean-François Paillard), de l'époque classique et romantique (avec Theodor Guschlbauer), ainsi que d'innombrables pages de musique de chambre, où on le retrouve aux côtés des plus grands solistes de son époque :: Maurice André, Jean Pierre Rampal ou Pierre Pierlot.
Il a été appelé également à participer à l'enregistrement des Passions et des principales cantates de J S Bach dirigées par Fritz Werner.
Il a obtenu plusieurs grands prix du disque avec notamment les concertos pour basson de Mozart et de Weber.